# Juan Cruz Monteagudo
Juan Cruz Monteagudo (Buenos Aires, Argentina; 26 de octubre de 1995) es un futbolista argentino que se desempeña como defensor. Actualmente juega en Club Nacional de la Serie A de Paraguay

## Trayectoria

### Nueva Chicago
Monteagudo es un futbolista surgido de las divisiones inferiores del Club Atlético Nueva Chicago. Siempre jugó como defensor a lo largo de toda su carrera como juvenil. 
El viernes 23 de enero de 2015, Nueva Chicago había visitado en Ecuador al Deportivo Cuenca en lo que fue la Noche Colorada, donde este equipo presenta año a año a sus refuerzos de cara al inicio de la respectiva temporada. Este fue el primer partido internacional en la historia de Nueva Chicago, y el defensor formó parte de este partido histórico.
Durante el Torneo de Primera División 2015 formó parte del Equipo Reserva, disputando muchos partidos. Sin embargo, no disputó ningún encuentro en el primer equipo pese a entrenar junto al plantel profesional.
Para el Campeonato 2016, debido a la falta de defensores, sería una pieza muy utilizada como recambio en el lateral izquierdo y en la zaga central por el entrenador Andrés Guglielminpietro. Debutó como jugador profesional el 25 de marzo de 2016 en el empate de su equipo frente a Independiente Rivadavia 2 a 2 ingresando desde el banco de suplentes a falta de 20 minutos para el final del partido. Disputó 9 partidos de los 21 que jugó su equipo y marcó 1 gol a lo largo del campeonato.
Durante la temporada 2016-17 disputó 17 partidos, sin convertir goles.

## Clubes
| Club                   | País      | Año           |
| ---------------------- | --------- | ------------- |
| Nueva Chicago          | Argentina | 2016-2019     |
| Deportes Puerto Montt  | Chile     | 2019-20       |
| Nueva Chicago          | Argentina | 2020-21       |
| Calcio Catania         | Italia    | 2021-22       |
| AS Viterbese Castrense | Italia    | 2022-presente |

## Estadísticas
| Club                                                                 | Temporada           | Liga  | Liga  | Copa Nac. | Copa Nac. | Copa Inter. | Copa Inter. | Total | Total |
| Club                                                                 | Temporada           | Part. | Goles | Part.     | Goles     | Part.       | Goles       | Part. | Goles |
| -------------------------------------------------------------------- | ------------------- | ----- | ----- | --------- | --------- | ----------- | ----------- | ----- | ----- |
| Nueva Chicago Argentina                                              | 2016                | 9     | 1     | 1         | 0         | -           | -           | 10    | 1     |
| Nueva Chicago Argentina                                              | 2016/17             | 16    | 0     | 1         | 0         | -           | -           | 17    | 0     |
| Nueva Chicago Argentina                                              | 2017/18             | 23    | 0     | -         | -         | -           | -           | 23    | 0     |
| Nueva Chicago Argentina                                              | 2018/19             | 8     | 1     | 0         | 0         | -           | -           | 8     | 1     |
| Nueva Chicago Argentina                                              | 2020                | 3     | 0     | -         | -         | -           | -           | 3     | 0     |
| Nueva Chicago Argentina                                              | Total               | 59    | 2     | 2         | 0         | -           | -           | 61    | 2     |
| Puerto Montt · Chile                                                 | 2019/20             | 13    | 1     | -         | -         | -           | -           | 13    | 1     |
| Puerto Montt · Chile                                                 | Total               | 13    | 1     | -         | -         | -           | -           | 13    | 1     |
| Total en su carrera                                                  | Total en su carrera | 72    | 3     | 2         | 0         | -           | -           | 74    | 3     |
| Última actualización: Nueva Chicago vs. Ferro Carril Oeste, 15.03.20 |                     |       |       |           |           |             |             |       |       |